# Бельграно (регбийный клуб)
«Бельграно Атлетик Клуб» (исп. Belgrano Athletic Club) — аргентинский регбийный клуб, выступающий в чемпионате Буэнос-Айреса — Торнео де ла УРБА. «Бельграно» является одной из старейших организаций своего рода в стране. Клуб стал одним из четырёх основателей Аргентинского регбийного союза в 1899 году.
Наряду с регбийной секцией в клубе существуют команды по хоккею на траве, теннису, сквошу, крикету, игре в боулз и плаванию. Ранее клуб представляла футбольная команда, несколько раз становившаяся чемпионом Аргентины.
Название команды связано с личностью Мануэля Бельграно.

## История
Существуют документы, согласно которым первый матч футбольной команды «Клуб Инглес де Бельграно» состоялся в 1894 году, однако официальной датой основания клуба считается 17 августа 1896 года. В 1896—1916 годах футбольная команда состязалась в чемпионате Аргентины. Футболисты трижды становились сильнейшими в стране: в 1899, 1904 и 1908 годах. Кроме того, команда выиграла ещё несколько мене значимых трофеев.
Противостояние футбольных «Бельграно» и «Алумни» является одним из старейших дерби в Аргентине. Именно спортсмены «Алумни» стали самой успешной командой периода любительского футбола в стране. Команды настолько превосходили соперников, что в 1899—1911 годах не уступали чемпионский титул никому. В 1912 году игроки «Бельграно» добились исторического победы над клубом «Ривер Плейт» со счётом 10:1. Это поражение стало для «Ривера», одной из сильнейших команд страны в будущем, самым крупным поражением любительского периода. В 1916 году «Бельграно» покинуло высший дивизион футбольного чемпионата. Футболистам так и не удалось вернуться на высший уровень, и через некоторое время клуб перестал быть членом футбольной федерации.
Регбийная команда клуба стала одним из лидеров Буэнос-Айреса в этом виде спорта. На счету регбистов «Бельграно» 10 титулов регионального чемпиона. В 1899 году представители клуба вместе с коллегами из «Буэнос-Айреса», «Ломаса» и «Росарио» стали основателями Чемпионата Ривер Плейт, который позже был преобразован в Аргентинский регбийный союз .
Первая крупная победа — титул чемпиона Буэнос-Айреса — пришла к регбистам в 1907 году. В 16 матчах чемпионата они одержали 13 побед, однажды сыграли вничью и уступили два раза. К концу сезона команда заработала 233 очков и пропустила лишь 29. В том же годы были возведены трибуны на стадионе клуба, изначально вмещавшие 600 зрителей. Основным соперником команды в регби, как и век назад в футболе, является клуб «Алумни».

## Эволюция формы
| Футбол, 1896—1916 | Регби, 1896—1919 | Регби, 1919—… |

## Достижения
Регби:
- Торнео де ла УРБА:

1907, 1910, 1914, 1921, 1936, 1940, 1963, 1966, 1967, 1968 (10)

## Известные спортсмены
- Карлос Эдгард Дикинсон, футболист, автор первого в истории гола сборной Аргентины[10][11].
- Джанетт Кэмпбелл, обладательница серебряной медали на Олимпийских играх 1936 года (плавание).
- Эктор Луккетти, фехтовальщик, обладатель бронзовой медали на Олимпийских играх 1928 года (рапира).
- Лисандро Арбису, регбист, игрок национальной сборной.
- Магдалена Аисега, капитан женской сборной Аргентины по хоккею на траве.
- Росарио Лукетти, игрок женской сборной Аргентины по хоккею на траве.